# Willow Grove (Pensilvania)
Willow Grove es un lugar designado por el censo (en inglés, census-designated place, CDP) ubicado en el condado de Montgomery, Pensilvania, Estados Unidos. Según el censo de 2020, tiene una población de 13 730 habitantes.

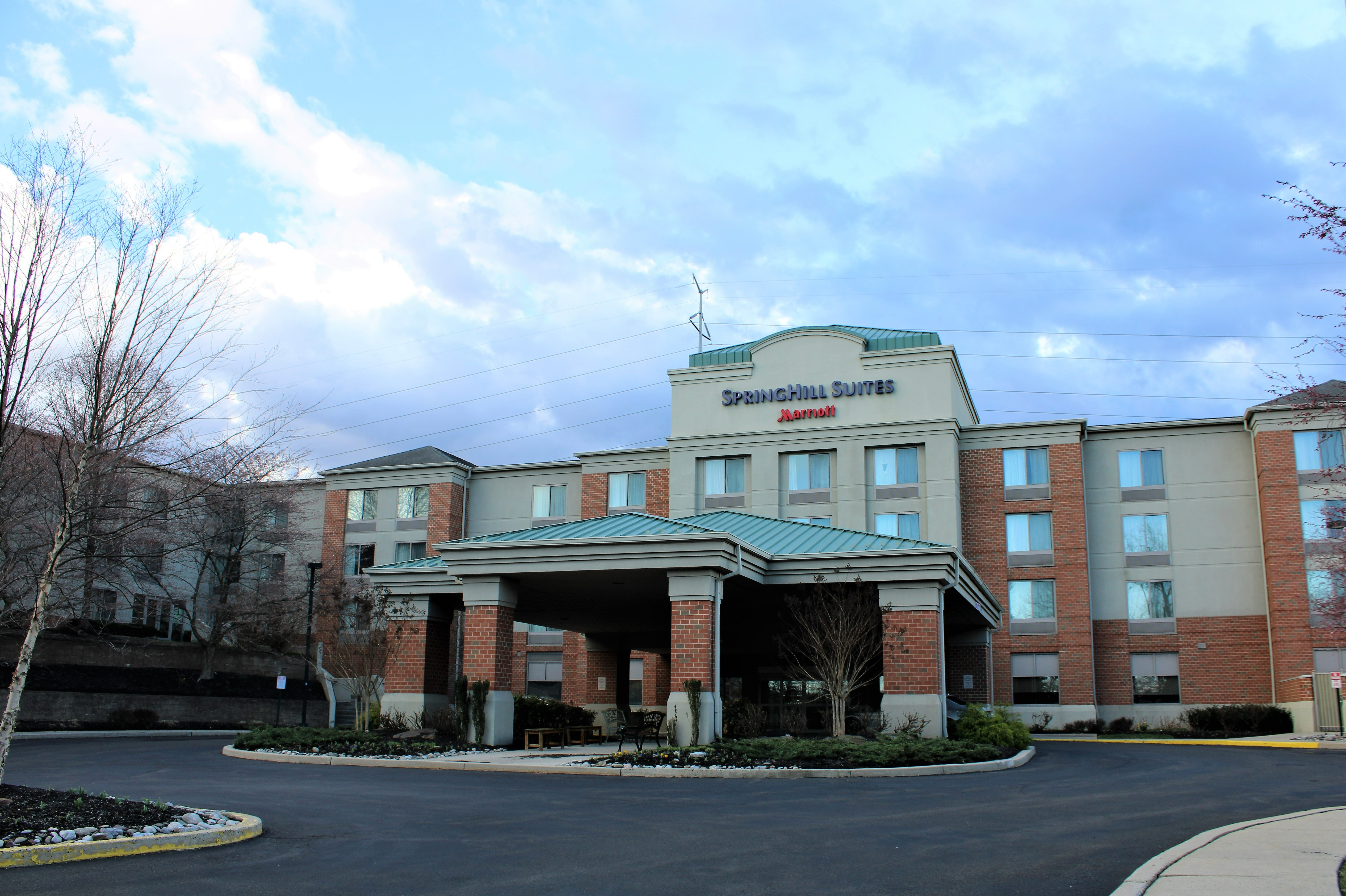
Hotel SpringHill Suites by Marriott

## Geografía
La localidad está ubicada en las coordenadas 40°8′50″N 75°7′1″O / 40.14722, -75.11694 (40.147234, -75.116862).

## Demografía
De acuerdo con la estimación 2016-2020 de la Oficina del Censo, los ingresos medios de los hogares de la localidad son de $85,904 y los ingresos medios de las familias son de $104,211. Los ingresos per cápita en los últimos doce meses, medidos en dólares de 2020, son de $39,932.  Alrededor del 7.9% de la población está por debajo del umbral de pobreza.
Según la Oficina del Censo, en 2000 los ingresos medios de los hogares de la localidad eran de $50,378 y los ingresos medios de las familias eran de $62,163. Los hombres tenían unos ingresos medios de $40,393 frente a l$32,451 para las mujeres. Los ingresos per cápita para la localidad eran de $24,740. Alrededor del 4.9% de la población estaba por debajo del umbral de pobreza.

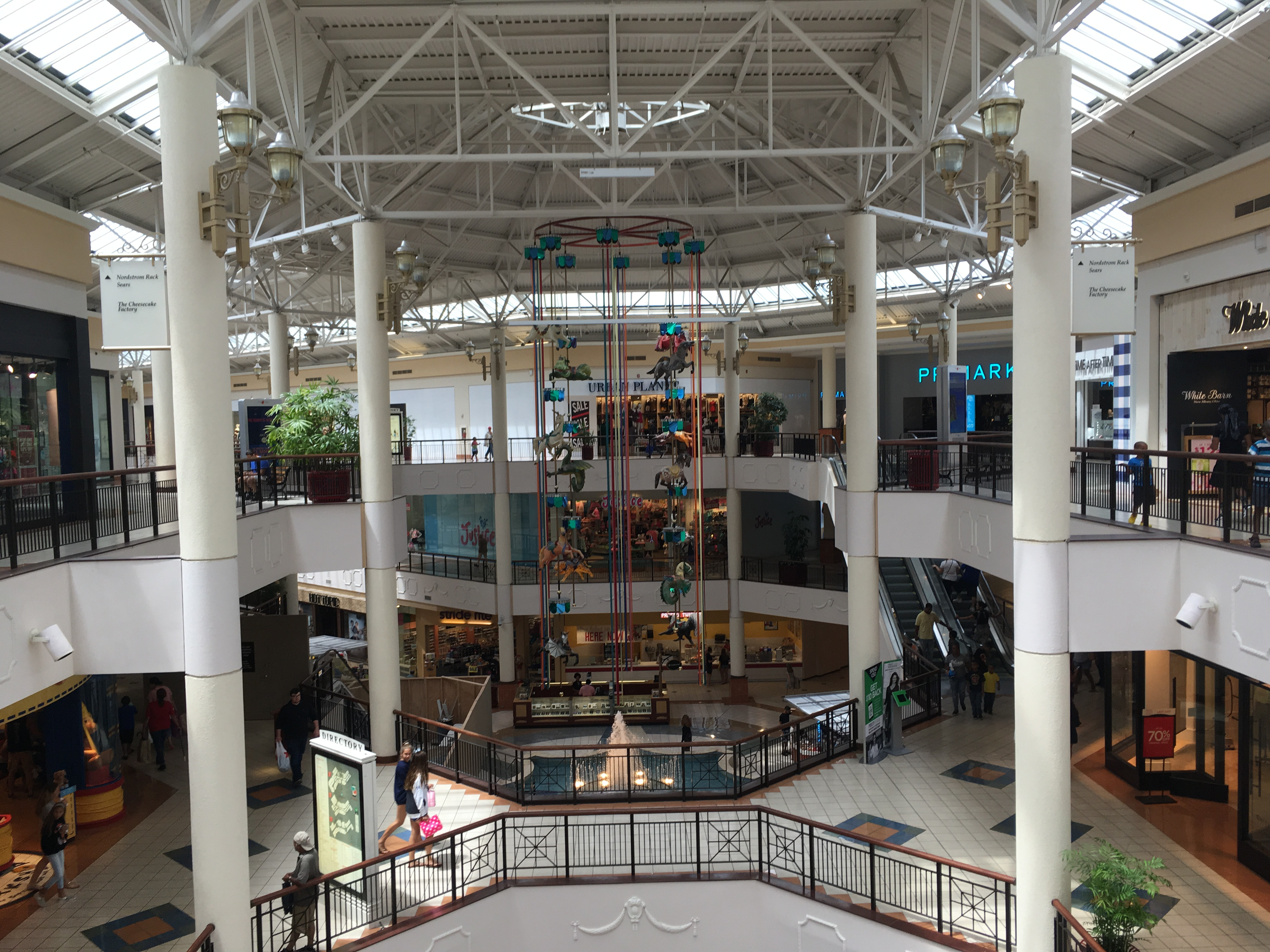
Willow Grove Park Mall

## Economía
La localidad es un suburbio de Filadelfia.
Cuenta con un centro comercial, el Willow Grove Park Mall, con más de 120 tiendas, incluyendo Primark, H&M, Apple Store, Gap, Forever 21 y Starbucks, entre otras.